# ウィ・ウィル・ロック・ユー (ミュージカル)

ウィ・ウィル・ロック・ユーの新宿公演

ウィ・ウィル・ロック・ユー（We Will Rock You）は、題名曲を含むクイーンのヒット曲22曲で構成されている、ベン・エルトン脚本によるミュージカル。ABBAの「マンマ・ミーア!」同様、既存のバンド曲を使用したジュークボックス・ミュージカルと類されている。ストーリーは、遠い未来、皆が同じ服を着用し、同じ思考を持ち、同じ行動をする世界で、思考、ファッション、ライヴ・ミュージックの自由を取り戻そうとするボヘミアンについて描かれる。この世界では楽器や作曲が禁じられ、ロック・ミュージックは世の中の人はほとんど知らない。
2002年5月14日、クリストファー・レンショウ演出、アーリーン・フィリップス振付、メイン・キャストにトニー・ヴィンセント、ハンナ・ジェーン・フォックス、シャロン・D・クラーク、ケリー・エリスでロンドンのウエストエンド、ドミニオン劇場(Dominion Theatre)で初演された。開幕時は、批評家の評価は概ね否定的で、とりわけSF要素の強い突飛過ぎるストーリーは酷評されたが、大掛かりな舞台美術とロックコンサート的色彩の強い演出は観客に好評で人気作品となり、2012年5月14日、ドミニオン劇場での公演10周年を迎え、ドミニオン劇場史上最長の公演期間となった。なお、開幕一年後の2003年から、ロンドンの劇場前には巨大なグラスファイバー製のフレディ・マーキュリー像が設置されている。2014年5月31日をもって、12年余、4600回に渡る当劇場でのロングランは幕を閉じた。
また、ロシア、スペイン、オーストラリアなど各地でも現地プロダクションによる上演が行われ、日本には2004年、オーストラリア・キャストでの来日公演により初上陸を果たした。この際、従来の劇場を用いず、歌舞伎町の新宿コマ劇場で行われたことも話題となった。

## 製作
ブライアン・メイによると、クイーンのマネージャーであるジム・ビーチは1990年代半ばからクイーンの曲を使用したジュークボックス・ミュージカルの製作についてクイーンと話し合っていたそうである。当初、フレディ・マーキュリーの伝記的物語になる予定であった。この時、ロバート・デ・ニーロのプロダクション会社であるトライベッカはクイーンの曲を使用したミュージカルの製作に興味を示したが、この原案に難色を示した。
2000年、ベン・エルトンはメイおよびテイラーにこの計画についてアプローチを始めたが、『タイムズ』紙の見出しに「エルトンは成功するか?」と書かれたのみであった。その後、エルトンは曲に描かれた精神を汲み取った、原案と違ったオリジナルの作品を提案し、クイーンの曲をミュージカルに合致させるためにメイおよびテイラーと頻繁に会合を持った。後にエルトンはSF映画『マトリックス』で描かれたコンピューターが支配するディストピアに部分的にインスパイアされたと語った。脚本は最終的に2001年半ばに完成した。製作開始前までメイもテイラーもこのジャンルのミュージカルは好きではなかった。

## 公演

### ウエスト・エンド公演およびイギリス・ツアー
2002年5月12日、イングランドのロンドンにあるドミニオン劇場でオリジナル公演が初演された。主役のガリレオ役にトニー・ヴィンセント、相手役のスカラムーシュ役にハンナ・ジェーン・フォックス、キラー・クイーン役にシャロン・D・クラーク、ポップ役にナイジェル・プレイナー、ブリット役にナイジェル・クローツェル、ミート役にケリー・エリスが配役された。2003年、クラークがローレンス・オリヴィエ賞ミュージカル助演賞にノミネートされた。
2005年8月17日、ドミニオン劇場で上演されたミュージカルで『グリース』を越えて公演期間が最長となった。ドミニオン劇場は2,163席あり、ウエスト・エンドでも最大の劇場の1つであるため、この記録は特別なものと言える。2011年、ローレンス・オリヴィエ賞観客賞を受賞した。
この長い公演期間の中で、何度か役者が交替した。ガリレオ役はトニー・ヴィンセントからミグ・アエサ、2004年4月、キラー・クイーン役はシャロン・D・クラークからメイズ・マレイに交替した。2011年8月、メイン・キャストで最長出演(2010年9月、産休で短期間休養)となったマレイが脱退した。2005年の『Xファクター』準決勝出場者のブレンダ・エドワーズがその後キラー・クイーン役を演じた。2008年9月22日から2009年9月19日、『I'd Do Anything』準決勝出場者のレイチェル・タッカーがミート役を演じた。その後この役は『マンマ・ミーア!』、『ガイズ&ドールズ』、『メリー・ポピンズ』など多数のミュージカルに出演してきたアイルランド系のルイス・ボウデンが演じ、2010年5月に突然脱退し、元々ボウデンの代役であったアマンダ・カウツがミート役の本役となった。ウエスト・エンド公演は9人の生演奏バンド、スチュアート・モーレイ指揮で上演された。
2009年、イングランドのマンチェスターにあるパレス劇場からイギリス・ツアー公演が始まった。当初、ガリレオ役にアレックス・ゴーモンド、スカラムーシュ役にサラ・フレンチ=エリス、キラー・クイーン役にブレンダ・エドワーズ、ミート役にジョージナ・ヘイゲン、カショーギ役にジョナサン・ウィルクス、ポップ役にケヴィン・ケネディが配役された。ガリレオ役のゴーモンドとスカラムーシュ役のフレンチ=エリスはウエスト・エンド公演に出演することとなった。
2010年12月、2度目のイギリス・ツアー公演がパレス劇場から開始された。

### オーストラリア公演および日本公演
2003年8月7日、オーストラリアのメルボルンにあるリージェント劇場で最初の世界公演が行われた。出演者はガリレオ役にマイケル・フォーゾン、スカラムーシュ役にケイト・フーラン、キラー・クイーン役にアニー・クラマーが配役された。ロンドン公演ではアンサンブルの1人であったアマンダ・ハリソンはメルボルン公演でオズ役を演じた。2004年3月4日、リージェント劇場での公演を終え、2004年4月27日から6月までパースにあるバースウッド劇場、2004年7月27日から9月25日までブリスベンにあるクイーンズランド・パフォーミング・アーツ・センター、2004年10月9日から2005年3月13日、シドニーにあるスター・シティ・リリック劇場でオーストラリア・ツアー公演を行なった。2005年5月27日から8月24日、このプロダクションは世界ツアー公演の一環として東京にある新宿コマ劇場で公演を行なった。
日本公演の成功により他のオーストラリア公演出演者も合流し、2006年11月14日から12月17日、同じく新宿コマ劇場で再来日公演が行なわれた。。ガリレオ役のピーター・マーフィ、ブリット役のダニエル・フレッチャー、カショーギ役のロス・ギヴァーン、ポップ役のロバート・グラブなど、2005年の公演での出演者の一部も2006年の公演に出演した。2005年ツアー公演でスカラムーシュ役を演じたケイト・フーランは2006年ツアー公演ではオズ役に変更した。2007年1月5日より、このツアー・グループにより大阪府にある梅田芸術劇場で公演が行なわれた。

### スペイン公演
2003年11月3日から2004年5月30日、マドリードにあるTeatro Calderón でスペイン公演が行なわれた。主演のガリレオ役はJosé Luis Cortés とMiguel Fernández のダブル・キャストで演じられた。その他の役には、スカラムーシュ役にMaría Blanco、キラー・クイーン役にSheilah Cuffey、ミート役にEva María Cortés (José Luis Cortés の姉妹)が配役された。『ウィ・ウィル・ロック・ユー』、『伝説のチャンピオン』、『ボヘミアン・ラプソディ』は英語のままだったが、その他の台詞や歌詞はスペイン語に訳して上演された。Teatro Calderón での上演終了後、2004年11月12日から12月12日、バルセロナ、2004年12月17日から2005年1月16日、ビルバオ、2005年2月3日から27日、バレンシアでスペイン・ツアー公演が行なわれた。
Teatro Calderón で再演が行なわれることとなり、2007年1月23日からプレビュー公演、2月12日から本公演が上演された。配役は新たにガリレオ役にDaniel Diges およびJulian Fontalvo、スカラムーシュ役にRuth Calvo およびElena Medina、ミート役にMaria Lopez およびLara Alcazar、キラー・クイーン役にNieves Val およびTessa が配役された。2008年1月6日、閉幕。

### ラスベガス公演および北米ツアー
2004年にコネチカット州とワシントン州で上演する北米ツアーが企画されたが、製作チームのスケジュールの都合により北米ツアーは中止になり、ネバダ州ラスベガスにあるパリス・ラスベガスにおいて常設公演として北米で初めて上演された。
ラスベガス公演は2004年8月4日からプレビュー公演、9月8日から本公演が上演された。ガリレオ役はロンドン公演オリジナル・キャストのトニー・ヴィンセントと、ジェイソン・ウッテンがダブル・キャストとなった。スカラムーシュ役はアスペン・ミラーとケイシー・シェイクのダブル・キャスト、キラー・クイーン役はパティ・ルッソ、ブリット役にタイ・テイラーが配役された。ラスベガス公演の脚本は一部カットされ、一幕物となった。2005年11月27日閉幕。2008年、ヴィンセントとミラーは実生活で結婚した。
2013年10月15日、ボルチモアにあるヒポドローム劇場から北米ツアー公演が始まった。

### ロシア公演
2004年10月17日、モスクワにあるEstrada Theatre でロシア公演が開幕した。3曲を除く全曲および台詞はMashina Vremeni のEvgeny Margulis により翻訳されロシア語で上演された。上演継続を求めるファンの抗議にもかかわらず、製作チーム内の不和のため開幕後4ヶ月で閉幕することとなった。

### ドイツ公演
2004年12月12日、ケルンにあるミュージカル・ドームでドイツ公演が開幕した。ケルン・プロダクションでの公演は台詞はドイツ語に翻訳され上演されたが、歌詞はドイツ語と英語が混在していた。ブライアン・メイによると英語と他言語との混在は元々脚本家ベン・エルトンが意図したものであり、物語中の「現代」のシーンはドイツ語で、「過去」のシーンは英語で演じられた。2008年9月30日、この劇場での上演は閉幕し、シュトゥットガルトにあるアポロ・シアターに移り、2008年11月7日からプレビュー公演、11月13日から本公演が上演された。2010年10月21日、ベルリン公演が開幕した。

### 南アフリカ公演
2006年5月9日、南アフリカ共和国のヨハネスブルグにあるCivic Theatre で南アフリカ公演が開幕した。ガリレオ役にFrancois Schreuder、スカラムーシュ役にHelen Burger、キラー・クイーン役にVicky Sampson、オズ役にHelen Goldberg が配役された。南アフリカ・ツアー公演が2006年7月25日からケープタウンにあるArtscape で、9月29日から10月29日までダーバンにあるPlayhouse Opera で上演された。

### スイスおよびオーストリア公演
2006年12月3日、スイスのチューリッヒにあるエルリコンのTheatre Stadthof 11 で、ケルン・プロダクションの2ヶ国語脚本を使用し、ドイツ語による公演が行なわれた。スイス・プロダクションではスカラムーシュ役にJessica Kessler、キラー・クイーン役にBrigitte Oelke、オジー役にRachel Fischer が配役された。2007年末でここでの公演は閉幕し、2008年1月24日から7月13日までオーストリアのウィーンにあるRaimund Theatre で公演が行なわれた。

### カナダ公演
カナダのトロントにあるCanon Theatre で、2007年3月14日からプレビュー公演、4月10日から本公演が上演された。ブライアン・メイとベン・エルトンはロンドンで主演したミグ・アエサをカナダ公演でも主演させたかったが、カナダの製作チームは全てカナダ人キャストで上演したかったため、ケベック州出身のYvan Pednault が主演することとなった。その他の役はスカラムーシュ役にエリカ・ペック、キラー・クイーン役にアレイナ・ブリッジウォーター、オズ役にスージー・マクニール、カショーギ役にエヴァン・ブリングが配役された。マクニールはかつてリアリティ番組『Rock Star: INXS』に出演したことがあり、アエサおよびラスベガス・キャストのタイ・テイラーとは番組上でライバルだったことがある。
2008年5月11日、キャノン劇場での公演が閉幕し、7月16日からPanasonic Theatre での公演が始まった。トロント・プロダクションのパナソニック劇場での公演前に大幅に改訂され、『レディオ・ガガ』と『ブレイク・フリー』の間の台詞および『ワン・ヴィジョン』はカットされ、第2幕フィナーレ前の曲は『ファット・ボトムド・ガールズ』、『リヴ・フォーエヴァー』、『輝ける7つの海』、『ハマー・トゥ・フォール』、『地獄へ道づれ』のみとなった。2008年10月、男性が演じてきたカショーギ役を女優のカミラ・スコットが演じることとなったが、代役は男性のままであった。このプロダクションでスカラムーシュ役のオリジナル・キャストであるエリカ・ペックは2009年5月29日から6月28日の閉幕まで同役を演じることとなった。

### オーストラレイシア・ツアー公演
2007年末、ニュージーランドを皮切りにオーストラレイシア公演が始まった。ガリレオ役にロンドン・キャストのミグ・アエサ、キラー・クイーン役にオリジナル・オーストラリア・キャストのアニー・クラマー、カショーギ役にオリジナル南アフリカ・キャストのニールズ・クレイセン、ポップ役にオリジナル南アフリカ・キャストのマルコム・テリーが配役された。南アフリカ・プロダクションでオズ役を演じたTalia Kodesh はニュージーランド公演でスカラムーシュ役を演じた。ニュージーランド公演終了後、スカラムーシュ役は南アフリカ・プロダクションでアンサンブルであったSivan Raphaely に交替となった。
2007年10月26日から12月2日、ニュージーランドのオークランドにあるThe Civic, The Edge、2008年2月2日から24日まで韓国ソウルにあるSeongnam Arts Centre 、3月28日から4月27日までシンガポールにあるエスプラネード・シアターズ・オン・ザ・ベイ、5月16日から6月22日まで香港にあるThe Lyric Theatre of The Hong Kong Academy for Performing Arts 、7月12日から27日までタイランドのバンコクにあるMuangthai Ratchadalai Theatre で上演された。

### イタリア公演
2009年12月4日、イタリアのミラノにあるAllianz Teatro でイタリア公演が開幕した。ガリレオ役にGianluca Merolli およびSalvo Vinci、スカラムーシュ役にMarta Rossi およびMartina Ciabatti、キラー・クイーン役にValentina Ferrari、カショーギ役にSalvo Bruno およびCarlo Spano、ブリット役にPaolo Barillari、オズ役にLoredana Fadda およびMary Dima、ポップ役にMassimiliano Colonna が配役された。イタリア・プロダクションの公演はBarley Arts プロデュース、Maurizio Colombi 演出で上演された。Roberto Zanaboni 指揮、Davide Magnabosco およびGiovanni Maria Lori がキーボード、Linda Pinelli がベース、Alex Polifrone がドラム、Marco Scazzetta がパーカッション、Andrea Cervetto がギター、トロント公演で好評を博したTristan Avakian がリード・ギターを担当した。台詞は全てイタリア語で、『レディオ・ガガ』および『ノー・ワン・バット・ユー』以外は全て英語で上演された。イタリア語翻訳はRaffaella Rolla (Alice Mistroni 協力)により行なわれた。イタリア・ツアー公演はミラノの他、ボローニャ、トリエステ、ローマで上演されることとなった。11月4日から2011年3月までの2回目のツアーがベルガモで開幕した。ダブル・キャストではなくなり、ガリレオ役にSalvo Vinci、スカラムーシュ役にMartha Rossi、オズ役にLoredana Fadda、ブリット役にPaolo Barillari、カショーギ役にSalvo Bruno、キラー・クイーン役にValentina、ポップ役にMassimiliano Colonna が配役され、リード・ギターはMarco Gerace が担当することとなった。

### スウェーデン公演
2010年9月12日から12月18日までスウェーデンのストックホルムにあるCirkus にて、Anders Albien によるスウェーデン語翻訳による公演が上演された。キラー・クイーン役にTina Lejonberg、ガリレオ役にBruno Mitsogiannis スカラムーシュ役にMarie Haugen Smistad、オジー役にAnna Lidman、ブリット役にHenrik Orwander、カショーギ役にDaniel Engman、Peps役にSimon Bengtsson Tibblin、教師役にLinda Holmgren、クリストファー役にTomas Marcotte が配役された。

### ノルウェー公演
2011年1月23日から4月16日、ストックホルム・プロダクションの公演がノルウェーのオスロにあるFolketeateret で行なわれた。台詞および数曲はKjetil Indregard によりノルウェー語に翻訳された。キラー・クイーン役にReidun Sæther、ガリレオ役にEspen Grjotheim、スカラムーシュ役にMarie Haugen Smistad、オジー役にAnna Lidman、ブリット役にEivind Dundas、カショーギ役にDaniel Engman、Oddi (ポップ)役にMads Henning Jørgensen、Big Macca役にHåvard Bakke、教師役にLinda Holmgren が配役された。

### ベルギー公演
2011年9月、ベルギーのアントウェルペンで開幕された。好評を博し、現在も連日満員で公演を続けている。多くのキャストがオランダでこの作品の出演経験があったが、ベルギー語で演じなければならなかった。キャストはこれを難なくこなした。
キャスト
- ガリレオ – Tim Driesen
- スカラムーシュ – Marjolein Teepen
- キラー・クイーン – Goele De Raedt
- カショーギ – Paul Donkers
- ブリット – Martin van der Starre
- オジー – Floortje Smit
- Arno – Karel Deruwe

2012年6月18日、Marjolein Teepen はベルギー版ミュージカル『ウィ・ウィル・ロック・ユー』スカラムーシュ役でFlemish Musical Award の主演女優賞を受賞した。彼女はオランダでもノミネートされた。

### 他のプロダクション
2006年からイギリスでアマチュア劇団に『ウィ・ウィル・ロック・ユー』の上演許可を与え、その収益金をマーキュリー・フェニックス・トラストに寄付することとなった。この上演許可は『スクールズ・ウィル・ロック・ユー』という名で学生のパフォーマンスにも与えている。
2007年4月、クイーン・シアトリカルは俳優組合に入っていないシカゴのJedlicka Performing Art Centre にも上演許可を与え、これがラスベガス公演以降初の北米公演となった。
2007年2月から7月、スウェーデンのヴァールベリ、2010年9月4日からドイツのプロダクションにも上演許可を与えた。

## 登場人物およびキャスト
ガリレオ・フィガロ - この作品の中心人物。頭の中に奇妙な言葉が浮かぶ夢を見る。フレディ・マーキュリーの生まれ変わり。クイーンの曲『ボヘミアン・ラプソディ』の歌詞から名付けられた。
スカラムーシュ - 口が悪い、ひねくれた性格。ガリレオの恋の相手。終盤、エレクトリック・ギターの腕前を見せ、ガリレオは彼女をブライアン・メイの生まれ変わりだと断言する。クイーンの曲『ボヘミアン・ラプソディ』の歌詞から名付けられた。
キラー・クイーン - この作品の悪役。アイ・プラネットを支配している。クイーンの曲『キラー・クイーン』から名付けられた。
ブリット(パリス、ダフ、ヴィック、J.B.) - ブリトニー・スピアーズの短縮形。反乱分子ボヘミアンの男性。他のプロダクションではパリス(パリス・ヒルトン)、ダフ(ヒラリー・ダフ)、ヴィック(ヴィクトリア・ベッカム)、J.B.(ジャネット・ビーダーマン)。
ミート(オズ、オジー) - ミートローフの短縮形。反乱分子ボヘミアンの女性。他のプロダクションではオズまたはオジー(オジー・オズボーン)。
秘密警察長官カショーギ - キラー・クイーンの副司令官でグローバルソフト警察長官。キラー・クイーンの命令で悪事を働く。クイーンの曲『カショーギの船』から名付けられた(サウジアラビアの実在の武器商人アドナン・カショギについて書かれた曲)。
ポップ(ポロ、バップ、DJ) - 音楽が完全になくなる日を算出しようとする老人司書。スカラムーシュに恋する設定のプロダクションもある。『Popstars』、『ポップアイドル』、『Xファクター』などのリアリティ番組から名付けられたという意見もあるが、おそらくイギー・ポップあるいは単におじいさんの呼称と思われる。
他のボヘミアン - 上演地域や時期によって名が変わる。これまで使用された名称を以下に示す。ポール・マッカートニー、ブルース・スプリングスティーン、ロビー・ウィリアムズ、ビヨンセ、マドンナ、エイミー・ワインハウス、ボブとはたらくブーブーズ、ボーイ・ジョージ、クリフ・リチャード、スパイス・ガールズ、エルトン・ジョン、ジャクソン・ファイブ、プリンス、バートン・カミングス、ジョン・ファーナム、シャーロット・チャーチ、クレイジー・フロッグ、エディ・コクラン、アヴリル・ラヴィーン、シャナイア・トウェイン、リリー・アレン、ケリー・オズボーン、クレイ・エイケン、チーキー・ガールズ、カート・コベイン、マイケル・ジャクソン、ホイットニー・ヒューストン、ゲイリー・バーロウ、レディ・ガガ、ジャスティン・ビーバー、フランキー・ヴァリ。
| 役名               | オリジナル・ロンドン公演キャスト(2002年) | 現在のロンドン公演キャスト (2013年〜) |
| ------------------ | ---------------------------------------- | ------------------------------------- |
| ガリレオ・フィガロ | トニー・ヴィンセント                     | オリヴァー・トムセット                |
| スカラムーシュ     | ハンナ・ジェーン・フォックス             | レイチェル・ウッディング              |
| キラー・クイーン   | シャロン・D・クラーク                    | ブレンダ・エドワーズ                  |
| カショーギ         | アレクサンダー・ハンソン                 | アレスデア・ハーヴェイ                |
| ポップ             | ナイジェル・プレイナー                   | ケヴィン・ケネディ                    |
| ブリット           | ナイジェル・クローツェル                 | ローレン・ベル                        |
| ミート             | ケリー・エリス                           | アマンダ・カウツ                      |

## スタッフ
- 監修：ブライアン・メイ、ロジャー・テイラー
- 原案・脚本：ベン・エルトン
- プロダクション：ロバート・デ・ニーロ

## ストーリー

### 第一幕
今から300年後のオーウェリアンな未来。地球は「アイ・プラネット(iPlanet)」と名を変え、巨大企業「グローバルソフト（Globalsoft）」に支配されている(「イニュエンドウ」)。アイ・プラネットでは商業主義が支配し、ガガ・キッズが同じ映画を観てコンピューター音楽を聴き、同じ服を着て同じ考えや意見を持ち、あらゆる娯楽と行動が監視されている。楽器は禁止され、ロック・ミュージックは忘れ去られている(「RADIO GA GA」)。
最終学年で厄介者の少年ガリレオは昼夜を問わず奇妙な言葉(そのほとんどが遠い昔に忘れられた音楽の歌詞)が頭の中に浮かんでいたが、意味がわからず困惑している。教師の忠告に関わらず、ガリレオは他の生徒達と迎合することを拒む(「ブレイク・フリー」)。危険人物としてグローバルソフトの秘密警察長官カショーギ（Khashoggi）に捕らえられてしまう。教師は第2の異端児として、同級生に嘲笑されている若いゴスの女性を突き出す(「愛にすべてを」)。彼女もカショーギに捕らえられる。
グローバル・ソフトの総帥はキラー・クイーン（Killer Queen）(「キラー・クイーン」)。彼女は、楽器がアイ・プラネットの「生ける岩(ロック)の地」のどこかに隠されており、「光り輝く星」がそこへ導くだろうという予言を聞く。彼女はカショーギに、真相を調べこの予言を信じる反乱分子のボヘミアン（Bohemian）を潰すよう命令する。この頃、キラー・クイーンはアイ・プラネットからパワーを授かっていた(「プレイ・ザ・ゲーム」)。
ガリレオと若い女性は病院内で目を覚ます(「デス・オン・トゥー・レッグス」イントロ)。2人は似たようなことを考え、社会から異端児扱いされていることに気付く(「アンダー・プレッシャー」)。2人は共に病院から逃げ出す。
キラー・クイーンはアイ・プラネットからロックを追放したつもりであったが、予言された楽器を見つけられずにいる。彼女は予言は実現しないと主張し、自身の勝利を宣言する(「カインド・オブ・マジック」)。
ボヘミアンのブリットとミートは楽器を作る材料を集めている地下活動の場所に行くため下水管を降りている。ブリットは予言を実現する人物の到来を待ち望んでおり、これをからかうミートにこれは世界に本物の音楽を取り戻すきっかけになると主張する(「アイ・ウォント・イット・オール」)。ブリットとミートは足音を聞きつけ隠れる。
ガリレオと若い女性が到着し、ガリレオは自身が背負う運命を信じていると語る。彼は彼女にスカラムーシュ（Scaramouche）と名付ける。ブリットとミートが姿を現し、ガリレオが謎の言葉を呟き続けるため、ガリレオとスカラムーシュはスパイではないかと疑う。ガリレオはこれらの言葉は頭に浮かんでくるだけだと主張する。ブリットは試しにガリレオに「ボヘミアン・ラプソディ」の一説を歌ってみる。するとガリレオは続きの歌詞を正確に歌い、ブリットはガリレオこそが予言通り切り札となる人物だと確信する。彼らはガリレオとスカラムーシュをロンドン地下鉄のトッテナム駅の廃墟が残るハートブレイク・ホテルに連れて行く。そこはボヘミアン達が隠れ家として使っている場所である(「ヘッドロング」)。(ちなみに初演されたドミニオン劇場は実際にロンドン地下鉄のトッテナム駅の上に建っている)
ボヘミアン達は自分達の名前は遠い昔の歌手に因んで名付けたと説明し、この歌手達が若くして亡くなったことを嘆く(「ノー・ワン・バット・ユー」)。そして彼らはロック・バンドが音楽を始めた理由は、愛のためだったと語る(「愛という名の欲望」)。
カショーギと警察隊がハートブレイク・ホテルに突然現れ、ボヘミアン達を一網打尽に捕らえる。ブリットはガリレオとスカラムーシュを逃がすためにわざと警察の目を自分に向け、警察との争いの最中に息絶える(「オウガ・バトル」)。

### 第二幕
アイ・プラネットのガガ・キッズはいつもの決められた服を着ている(「ワン・ヴィジョン」)。
ガリレオとスカラムーシュはハートブレイク・ホテルから逃げ切ったが、病院で自分達の頭に追跡装置を装着されたことに気付く。彼らはそれを取り除き、そして2人はお互い愛し合っていることを認める(「リヴ・フォーエヴァー」)。
生き残ったボヘミアン達はカショーギに捕らえられ拷問される(「フラッシュのテーマ』)。カショーギは彼らから予言について何の情報も得られないと悟り、彼らを洗脳する(「輝ける7つの海」、「うつろな日曜日」)。
ガリレオは目を覚まし、スカラムーシュにボヘミアン達が輝ける7つの海に送還された夢を見たと語る。スカラムーシュは一緒にそこへ行こうと言うが、ガリレオは彼女を子供扱いして残るように言ったため、スカラムーシュは怒る。2人は喧嘩になるが、最終的に2人共輝ける7つの海に行くことに決心する。2人は友達のまま恋人に発展しない。
グローバルソフトの本部では(「ファット・ボトムド・ガールズ」)、カショーギがボヘミアン達はもはや何の問題もないと語る。キラー・クイーンは時期尚早に祝典を始める(「ドント・ストップ・ミー・ナウ」)。カショーギはこれを中断させ、ガリレオとスカラムーシュが逃げたことを説明する。キラー・クイーンは自分を落胆させるのはこれが最後だと宣告し、彼を洗脳する(「地獄へ道づれ」)。
ガリレオとスカラムーシュは輝ける7つの海に向かう道中ずっと口論をする(「ハマー・トゥ・フォール」)。モントルーにある輝ける7つの海のパブでヒッピーの老人司書のポップ（Pop）が意気消沈しているボヘミアン達に飲み物を配っている(「輝ける日々」)。ガリレオとスカラムーシュが到着すると、ポップは20世紀に存在した偉大なバンド、クイーンの残り3名が亡くなる前に残した予言の本質を説明する。スカラムーシュは予言の中の「光り輝く星」とは、クイーンの伝説の地であり「生けるロックの地」ウェンブリー・スタジアムを指しているロック・スターのフレディ・マーキュリーの彫像だということに気がつく。自転車での移動準備中(『バイシクル・レース」)、スカラムーシュはこれについてクールではないと抗議し、バイクで移動することとなる(「ヘッドロング』)。
ウェンブリー・スタジアムに到着するが、一面の廃墟となっており楽器を見つけることができない。ガリレオとスカラムーシュは仲直りをし、互いの愛が再燃する(「ラヴ・オブ・マイ・ライフ」)。スカラムーシュはガリレオに「ウィ・ウィル・ロック・ユー」のオープニングの演奏を引き起こさせ、ガリレオが夢の中で聞き続けた詞を繋ぎ合わせて歌うと、岩が裂け、ブライアン・メイの使用ギターであるレッド・スペシャルが現れる。ガリレオはそれを弾くことができないが、スカラムーシュが弾けたため(『ブライトン・ロック』ソロ)、ガリレオは「ウィ・ウィル・ロック・ユー」を歌う。ポップはグローバルソフトのネットワークにハッキングし、2人の音楽をアイ・プラネットの人類全員に聴かせ、その音楽によってキラー・クイーンは倒れ、人々は自由の身となったのである。(「Tie Your Mother Down」、「ウィ・ウィル・ロック・ユー」、「伝説のチャンピオン」)。
カーテンコールの後(「ウィ・ウィル・ロック・ユー」早回し版)、観客に向かい「「ボヘミアン・ラプソディ」が聴きたいか?」と問われ、観客は「イエス」と答え、出演者は「おう、いいよ、それでは」と返し、アンコールとして全員による「ボヘミアン・ラプソディ」が歌われ、大団円となる。

### バリエーション
国の好みによって物語や曲のラインナップが変わる。メイン・キャラクターの役柄は変わらないが、名前は変わることもある。
その国の文化によって台詞が変わったり、クイーン以外のアーティストの曲の歌詞が入ることもある。これらは常に変化し、脚本家のエルトンによると常に新鮮さを保つためである。参照された曲を以下に示す: 
- ビートルズ - 『ヘルプ!』、『ストロベリー・フィールズ・フォーエバー』、『ペニー・レイン』、『ルーシー・イン・ザ・スカイ・ウィズ・ダイアモンズ』、『アイ・アム・ザ・ウォルラス』、『ハロー・グッドバイ』
- リトル・リチャード - 『Tutti Frutti』、『ロング・トール・サリー』
- 『The Wombles』、『The Goodies』、『Funky Gibbon』のテーマ曲
- ブルース・スプリングスティーン - 『明日なき暴走』
- デヴィッド・ボウイ - 『Rebel Rebel』、『スペイス・オディティ』
- The Wild Ones - 『恋はワイルド・シング』
- ローリング・ストーンズ - 『ホンキー・トンク・ウィメン』
- ボブ・ディラン - 『ミスター・タンブリン・マン』
- ABBA - 『ダンシング・クイーン』、『Fernando』
- オアシス - 『モーニング・グローリー』
- エミネム - 『The Real Slim Shady』
- スパイス・ガールズ - 『ワナビー』
- エルトン・ジョン - 『黄昏のレンガ路』
- Black Lace - 『Agadoo』
- ザ・クラッシュ - 『コンプリート・コントロール』
- 『テレタビーズ』
- エイミー・ワインハウス、マイケル・ジャクソンの曲など

## 雑記
- 脚本家のベン・エルトンはこのストーリーに関して、「マトリックス」を基本にアーサー王などの探求伝説を味付けしたものだと語っている。[3]
- 台詞には英語圏の著名な曲の歌詞がいくつか流用されている。
- 主要登場人物の名前は全てクイーンの楽曲から取られたものである。
つまり、ガリレオとスカラムーシュは「ボヘミアン・ラプソディ」からで、キラー・クイーンは同名の曲から。カショーギは「ザ・ミラクル」収録の曲から名づけられている。
また、ボヘミアン達の名前は主に人気歌手から取られているが、リーダー格の男性が「ブリトニー・スピアーズ」（2008年7月現在「ヴィクトリア・ベッカム」と変更されている）なのを除けば国によって異なっている。例えばブリトニーの相棒の女性はロンドン版では「ミートローフ」だが、オーストラリア版では「オズ（おそらくオジー・オズボーンの略称）」となっている。

## 曲目

### 第一幕
- 「イニュエンドウ」"Innuendo" – Freddie Mercury and Ensemble
- 「RADIO GA GA」"Radio Ga Ga" – Gaga Kids
- 「ブレイク・フリー」"I Want to Break Free" – Galileo
- 「愛にすべてを」"Somebody to Love" – Scaramouche and Teen Queens
- 「キラー・クイーン」"Killer Queen" – Killer Queen and Yuppies
- 「プレイ・ザ・ゲーム」"Play the Game" – Killer Queen and Yuppies
- 「デス・オン・トゥー・レッグス」"Death On Two Legs" (インスト)
- 「アンダー・プレッシャー」"Under Pressure" – Galileo and Scaramouche
- 「カインド・オブ・マジック」"A Kind of Magic" – Killer Queen, Khashoggi and Yuppies
- 「アイ・ウォント・イット・オール」"I Want It All" – Brit and Meat/Oz
- 「ヘッドロング」"Headlong" – Brit, Meat/Oz, Galileo and Scaramouche
- 「ノー・ワン・バット・ユー」"No-One but You (Only the Good Die Young)" – Meat/Oz and Bohemians
- 「愛という名の欲望」"Crazy Little Thing Called Love" – Brit, Meat/Oz, Galileo, Scaramouche and Bohemians
- 「オウガ・バトル」"Ogre Battle" (インスト)

### 第二幕
- 「ワン・ヴィジョン」"One Vision" – Gaga Kids and Freddie Mercury
- 「リヴ・フォーエヴァー」"Who Wants to Live Forever" – Galileo and Scaramouche
- 「フラッシュのテーマ」"Flash" – Bohemians
- 「輝ける7つの海」"Seven Seas of Rhye" – Khashoggi and Bohemians
- 「ファット・ボトムド・ガールズ」"Fat Bottomed Girls" – Killer Queen and Sex Yuppies
- 「ドント・ストップ・ミー・ナウ」"Don't Stop Me Now" – Killer Queen
- 「地獄へ道づれ」"Another One Bites the Dust" – Killer Queen
- 「ハマー・トゥ・フォール」"Hammer to Fall" – Galileo and Scaramouche
- 「輝ける日々」"These Are the Days of Our Lives" – Pop and Bohemians
- 「バイシクル・レース」"Bicycle Race" – Bohemians
- 「ウィ・ウィル・ロック・ユー」"We Will Rock You" – Galileo and Bohemians
- 「伝説のチャンピオン」"We Are the Champions" – Galileo and Ensemble
- 「ウィ・ウィル・ロック・ユー（ファスト・バージョン）」"We Will Rock You (Fast version)" – Ensemble
- 「ボヘミアン・ラプソディ」"Bohemian Rhapsody" – Galileo, Scaramouche, Killer Queen, Khashoggi and Ensemble

## 派生作品

### 映画化
ミュージカル製作開始当初、ロバート・デ・ニーロが映画化の可能性について言及した。
2009年、BBCのインタビューで、ブライアン・メイは、映画化が提案されベン・エルトンはより気骨のある脚本を仕上げたと語った。舞台上のミュージカルより映画の方が曲中にアクションを取り入れられると強調した。